# Maraton för herrar i friidrott vid olympiska sommarspelen 2008
Herrarnas maraton under friidrottstävlingarna vid Olympiska sommarspelen 2008 ägde rum den 24 augusti i Peking, med målgång inne på Pekings Nationalstadion. Tävlingen blev en afrikansk uppgörelse. Vinnare av loppet på 42.195 m var Samuel Wanjiru från Kenya, som satte olympiskt rekord med tiden två timmar, sex minuter och 32 sekunder. Det var mellan den tredje och fjärde milen som loppet avgjordes, då Wanjiru skaffade sig ett försprång med 18 sekunder före marockanen Jasoud Gharib. Denne var i sin tur dryga minuten före den blivande bronsmedaljören Tsegay Kebede, Etiopien, vid 35 km. Avstånden drygades sedan ut fram till målgången.
Samuel Wanjiru var en av förhandsfavoriterna till segern, eftersom han hade sprungit maratonsträckan på 2.05.24 i London i april samma år. I det loppet var han tvåa efter landsmannen Martin Kiptoo Lel, som kom femma i det olympiska maratonloppet. De två bästa maratontiderna år 2008 sattes av Haile Gebrselassie: 2.03.59 i september i Berlin och 2.04.53 i Dubai i januari. Gebrselassie kom dock inte till start i det olympiska maratonloppet.
Kvalificeringsstandarden var 2.15.00 (A standard) och 2.18.00 (B standard). Från Norden deltog endast två finländare – Francis Kirwa (17:e plats) och Janne Holmén (19:e). Bäste icke-afrikan var Viktor Röthlin som tog sig i mål på sjätte plats.

## Medaljörer
| Event   | Guld                 | Guld         | Silver                | Silver  | Brons                  | Brons   |
| Maraton | Samuel Wanjiru Kenya | 2:06:32 (OR) | Jaouad Gharib Marocko | 2:07:16 | Tsegay Kebede Etiopien | 2:10:00 |

## Rekord
Före tävlingarna gällde dessa rekord:
| Världsrekord     | Haile Gebrselassie Etiopien | 2.04.26 | Berlin, Tyskland | 30 september 2007 |
| Olympiskt rekord | Carlos Lopes Portugal       | 2.09.21 | Los Angeles, USA | 12 augusti 1984   |

Följande nya olympiska rekord sattes under maratonfinalen under OS i Peking 2004:
| Datum           | Atlet                | Nation | Tid     | OR | VR |
| --------------- | -------------------- | ------ | ------- | -- | -- |
| 12 augusti 1984 | Samuel Kamau Wanjiru | Kenya  | 2.06.32 | OR | –  |

## Resultat
76 löpare från 56 länder fullföljde loppet. Ytterligare 22 löpare bröt loppet eller kunde inte fullfölja av annat skäl. Någon lagtävling genomfördes inte, men noteras kan att mest framgångsrika nation var Etiopien, som hade tre löpare bland de sju bästa. USA hade tre löpare bland de 22 bästa, Italien tre löpare bland de 23 bästa, Marocko tre löpare bland de 26 bästa och Ryssland tre löpare bland de 29 bästa.
Maraton, herrar, Olympiska spelen i Peking 2008
| Placering       | Atlet                     | Nation           | Resultat | Kommentar         |
| --------------- | ------------------------- | ---------------- | -------- | ----------------- |
| 1               | Samuel Kamau Wanjiru      | Kenya            | 2.06.32  | Olympiskt rekord  |
| 2               | Jaouad Gharib             | Marocko          | 2.07.16  |                   |
| 3               | Tsegay Kebede             | Etiopien         | 2.10.00  |                   |
| 4               | Deriba Merga              | Etiopien         | 2.10.21  |                   |
| 5               | Martin Lel                | Kenya            | 2.10.24  |                   |
| 6               | Viktor Röthlin            | Schweiz          | 2.10.35  |                   |
| 7               | Gashaw Asfaw              | Etiopien         | 2.10.52  |                   |
| 8               | Yared Asmerom             | Eritrea          | 2.11.11  |                   |
| 9               | Dathan Ritzenhein         | USA              | 2.11.59  |                   |
| 10              | Ryan Hall                 | USA              | 2.12.33  |                   |
| 11              | Mike Fokoroni             | Zimbabwe         | 2.13.17  | Personligt rekord |
| 12              | Stefano Baldini           | Italien          | 2.13.25  |                   |
| 13              | Tsuyoshi Ogata            | Japan            | 2.13.26  | Säsongsbästa      |
| 14              | Grigoriy Andreyev         | Ryssland         | 2.13.33  |                   |
| 15              | Ruggero Pertile           | Italien          | 2.13.39  |                   |
| 16              | José Manuel Martínez      | Spanien          | 2.14.00  |                   |
| 17              | Francis Kirwa             | Finland          | 2.14.22  |                   |
| 18              | Myongseung Lee            | Sydkorea         | 2.14.37  |                   |
| 19              | Janne Holmén              | Finland          | 2.14.44  |                   |
| 20              | Abderrahim Goumri         | Marocko          | 2.15.00  |                   |
| 21              | Aleksey Sokolov           | Ryssland         | 2.15.57  |                   |
| 22              | Brian Sell                | USA              | 2.16.07  |                   |
| 23              | Ottaviano Andriani        | Italien          | 2.16.10  |                   |
| 24              | Dan Robinson              | Storbritannien   | 2.16.14  |                   |
| 25              | Deng Haiyang              | Kina             | 2.16.17  |                   |
| 26              | Abderrahime Bouramdane    | Marocko          | 2.17.42  |                   |
| 27              | Vasyl Matviychuk          | Ukraina          | 2.17.50  |                   |
| 28              | Lee Bong-ju               | Sydkorea         | 2.17.56  |                   |
| 29              | Oleg Kulkov               | Ryssland         | 2.18.11  |                   |
| 30              | Paulo Gomes               | Portugal         | 2.18.15  |                   |
| 31              | Alex Malinga              | Uganda           | 2.18.26  |                   |
| 32              | Carlos Cordero            | Mexiko           | 2.18.40  |                   |
| 33              | Kum-Song Ri               | Nordkorea        | 2.19.08  |                   |
| 34              | Henryk Szost              | Polen            | 2.19.43  |                   |
| 35              | José Amado García         | Guatemala        | 2.20.15  |                   |
| 36              | Yonas Kifle               | Eritrea          | 2.20.23  |                   |
| 37              | Nasar Sakar Saeed         | Bahrain          | 2.20.24  |                   |
| 38              | José de Souza             | Brasilien        | 2.20.25  |                   |
| 39              | Kamiel Maase              | Nederländerna    | 2.20.30  |                   |
| 40              | Song-Chol Pak             | Nordkorea        | 2.21.16  |                   |
| 41              | Iaroslav Musinschi        | Moldavien        | 2.21.18  |                   |
| 42              | Il-Nam Kim                | Nordkorea        | 2.21.51  |                   |
| 43              | Juan Carlos Cardona       | Colombia         | 2.21.57  |                   |
| 44              | Hendrick Ramaala          | Sydafrika        | 2.22.43  |                   |
| 45              | Arjun Kumar Basnet        | Nepal            | 2.23.09  | Personligt rekord |
| 46              | Hélder Ornelas            | Portugal         | 2.23.20  |                   |
| 47              | Procopio Franco           | Mexiko           | 2.23.24  |                   |
| 48              | Nelson Cruz               | Kap Verde        | 2.23.47  |                   |
| 49              | Roberto Echeverría        | Chile            | 2.23.54  |                   |
| 50              | Kim Yi-Yong               | Sydkorea         | 2.23.57  |                   |
| 51              | Zhuhong Li                | Kina             | 2.24.08  |                   |
| 52              | Ser-Od Bat-Ochir          | Mongoliet        | 2.24.19  |                   |
| 53              | Norman Dlomo              | Sydafrika        | 2.24.28  |                   |
| 54              | Arkadiusz Sowa            | Polen            | 2.24.48  |                   |
| 55              | Samson Ramadhani          | Tanzania         | 2.25.03  |                   |
| 56              | Ndabili Bashingili        | Botswana         | 2.25.11  |                   |
| 57              | Simon Munyutu             | Frankrike        | 2.25.50  |                   |
| 58              | Antoni Bernadó            | Andorra          | 2.26.29  |                   |
| 59              | Wen-Chien Wu              | Kinesiska Taipei | 2.26.55  |                   |
| 60              | Lee Troop                 | Australien       | 2.27.17  |                   |
| 61              | Costantino León           | Peru             | 2.28.04  |                   |
| 62              | Goran Stojiljkovic        | Montenegro       | 2.28.14  |                   |
| 63              | Alfredo Arévalo           | Guatemala        | 2.28.26  |                   |
| 64              | Yousf Othman Qader        | Qatar            | 2.28.40  |                   |
| 65              | Franklin Tenorio          | Ecuador          | 2.29.05  |                   |
| 66              | Francisco Bautista        | Mexiko           | 2.29.28  |                   |
| 67              | Roman Kejžar              | Slovenien        | 2.29.37  |                   |
| 68              | Joachim Nshimirimana      | Burundi          | 2.29.55  |                   |
| 69              | Seteng Ayele              | Israel           | 2.30.07  |                   |
| 70              | Takhir Mamashayev         | Kazakstan        | 2.30.26  |                   |
| 71              | Abdil Ceylan              | Turkiet          | 2.31.43  |                   |
| 72              | José Ríos                 | Spanien          | 2.32.35  |                   |
| 73              | Hem Bunting               | Kambodja         | 2.33.32  |                   |
| 74              | Marcel Tschopp            | Liechtenstein    | 2.35.06  |                   |
| 75              | Pavel Loskutov            | Estland          | 2.39.01  |                   |
| 76              | Atsushi Sato              | Japan            | 2.41.08  |                   |
| Fullföljde inte | Tesfayohannes Mesfen      | Eritrea          | 9.99.99  |                   |
| Fullföljde inte | Julio Rey                 | Spanien          | 9.99.99  |                   |
| Fullföljde inte | Martin Fagan              | Irland           | 9.99.99  |                   |
| Fullföljde inte | Al Mustafa Riyadh         | Bahrain          | 9.99.99  |                   |
| Fullföljde inte | Ali Mabrouk El Zaidi      | Libanon          | 9.99.99  |                   |
| Fullföljde inte | Marilson dos Santos       | Brasilien        | 9.99.99  |                   |
| Fullföljde inte | Luke Kibet                | Kenya            | 9.99.99  |                   |
| Fullföljde inte | Abdulhak Elgorche Zakaria | Bahrain          | 9.99.99  |                   |
| Fullföljde inte | Luis Fonseca              | Venezuela        | 9.99.99  |                   |
| Fullföljde inte | Oleksandr Sitkovskyy      | Ukraina          | 9.99.99  |                   |
| Fullföljde inte | Franck de Almeida         | Brasilien        | 9.99.99  |                   |
| Fullföljde inte | Andrei Gordeev            | Belarus          | 9.99.99  |                   |
| Fullföljde inte | João N'Tyamba             | Angola           | 9.99.99  |                   |
| Fullföljde inte | Moses Moeketsi Mosuhli    | Lesotho          | 9.99.99  |                   |
| Fullföljde inte | Getuli Bayo               | Tanzania         | 9.99.99  |                   |
| Fullföljde inte | Mubarak Hassan Shami      | Qatar            | 9.99.99  |                   |
| Fullföljde inte | Simon Tsotang Maine       | Lesotho          | 9.99.99  |                   |
| Fullföljde inte | Clement Mabothile Lebopo  | Lesotho          | 9.99.99  |                   |
| Fullföljde inte | Olexandr Kuzin            | Ukraina          | 9.99.99  |                   |
| Startade inte   | Mohamed Ikoki Msandeki    | Tanzania         | 9.99.99  |                   |
| Startade inte   | Satoshi Osaki             | Japan            | 9.99.99  |                   |
| Startade inte   | Augusto Ramos Soares      | Östtimor         | 9.99.99  |                   |